# Zoološki vrt grada Beograda
Zoološki vrt grada Beograda (Vrt dobre nade) prostire se na 6 hektara površine u parku Kalemegdanu.
Ravnatelj je Vuk Bojović.

## Životinje
U beogradskom zoološkom vrtu trenutno živi 211 životinjskih vrsta i oko 2 000 jedinki. Od toga 52 vrste čine ptice, 47 sisavci i 12 gmazovi. U Vrtu živi mnogo ugroženih vrsta. Poznate životinje povijesti Vrta su pas Gabi i čimpanza Sami. Također u vrtu još od 12. rujna 1937. živi Muja, najstariji aligator na svijetu.
Atrakcija Vrta su bijeli lavovi.

## Povijest
Beogradski zoološki vrt osnovan je 1936. godine. Svečano ga je otvorio gradonačelnik Vlada Ilić 12. srpnja te godine. Prvi stanovnici vrta bili su velike mačke, medvjedi, vukovi, primati, ptice i egzotični biljožderi. Više puta ZOO su posjetili članovi ondašnje srpske kraljevske obitelji Karađorđević. Prvi ravnatelj je Aleksandar Krstić.
Kada je formiran, ZOO je obuhvaćao površinu od 3, 50 hektara, da bi bio proširen na 7 i na kraju na 14 hektara. U toj formi dočekao je Drugi svjetski rat. Tijekom njega bombardiran je 1941. i 1944., tako su sve životinje poginule osim nekolicine.
Zbog razaranja i smanjenja broja eksponata, ZOO je nakon rata smanjen na 6 hektara, koliko i danas zauzima.

## Kritike
ZOO je na lošoj lokaciji, na betoniranom području tik do gradske vreve.

## Vanjske poveznice
Službena stranica  Arhivirana inačica izvorne stranice od 19. rujna 2009. (Wayback Machine)
Kritike Vrta  Arhivirana inačica izvorne stranice od 25. studenoga 2006. (Wayback Machine)